# 檸檬の月
『檸檬の月』（れもんのつき）は、小川美潮4作目のオリジナル・アルバム。1993年6月23日に発売された。

## 解説
『4to3』『ウレシイノモト』に続くEPIC三部作の完結作。初盤CD帯には、「日常から、四次元まで。」と記述されている。

## 収録曲
1. はじめて
作詞：小川美潮
作曲：小川美潮・板倉文　編曲：板倉文
2. 檸檬の月
作詞：工藤順子　作曲・編曲：板倉文
3. ふたつのドア
作詞：工藤順子　作曲・編曲：近藤達郎
4. SHAMBHALINE I
作詞：小川美潮　作曲・編曲：板倉文
5. SHAMBHALINE II （Instrumental）
作曲・編曲：板倉文
6. TALL NOSER
作詞：小川美潮　作曲・編曲：板倉文
7. DEAR MR. OPTIMIST
作詞・作曲：小川美潮　編曲：板倉文
8. MONDAY
作詞：工藤順子　作曲：小川美潮　編曲：板倉文
9. CHAT SHOW
作詞：小川美潮　作曲・編曲：Ma*To
10. BLUE
作詞・作曲：小川美潮　編曲：小川美潮・板倉文

### 2005年　『檸檬の月 +1』
1. はじめて　5:39
2. 檸檬の月　5:43
3. ふたつのドア　4:57
4. Shambhaline I　4:41
5. Shambhaline II　4:17
6. TALL NOSER　5:32
7. DEAR MR.OPTIMIST　6:26
8. MONDAY　5:34
9. CHAT SHOW　4:26
10. BLUE　7:01
11. 言えない I love you（bonus track）　5:07

## リリース履歴
| No. | 日付          | レーベル                       | 規格         | 規格品番 | 備考  |
| --- | ------------- | ------------------------------ | ------------ | -------- | ----- |
| 1   | 1993年6月23日 | EPIC/SONY                      | CD           | ESCB1410 |       |
| 2   | 2005年4月27日 | アブソードミュージックジャパン | CD           | ABCS-100 | [ 1 ] |
| 3   | 2014年4月25日 | オーダーメイド・ファクトリー   | Blu-spec CD2 | DQCL-520 |       |